# Befestigungsrecht
Das Befestigungsrecht, auch als Burgenbauregal bezeichnet, beschrieb im fränkisch-germanischen Reich die vom König einzuholende Erlaubnis, einen Ort mit einer Wehrmauer oder anderen Befestigungsanlagen versehen oder eine Burg errichten zu dürfen (Burgbaurecht). 
Derartige Schutzvorrichtungen entstanden im fränkischen Reich bereits im 8. Jahrhundert und waren notwendig, um die Angriffe der Wenden, Dänen und Ungarn abzuwehren. Zunächst erlangten vor allem Bischöfe und geistliche Stiftungen vom König das Recht, ihre Klöster und Städte zu befestigen.  Gab es im 10. Jahrhundert noch eher wenige Stadtmauern, so wurden diese ab dem 11. und 12. Jahrhundert häufiger. Da es den Städten an Geld fehlte, bestanden die ersten Befestigungsanlagen zumeist noch aus von Gräben umschlossenen Bretterwänden und Pfahlwerk, erst später wurden Steinmauern errichtet.  Um 1230 ging das Befestigungsrecht vom König auf die Landesherren über.
War eine Burg einmal genehmigt worden, konnte die Erlaubnis nur aufgrund einer begangenen Straftat wieder entzogen werden. In diesem Fall wurde die Burg geschleift und durfte ohne königliche Neulizenzierung nicht wieder aufgebaut werden. Ansonsten war das Erneuern und Erweitern bestehender Wehrbauten auch ohne weitere Bewilligung möglich. Adlige Herren errichteten Burgen und Befestigungsbauten teils auch ohne königliche Erlaubnis, da es den Königen an Macht fehlte, dies zu verhindern.